# Kanada i olympiska sommarspelen 1904
Kanada deltog med 56 deltagare vid de olympiska sommarspelen 1904 i Saint Louis. Totalt vann de sex medaljer och slutade på fjärde plats i medaljligan.

## Medaljer

### Guld
- George Ducker, John Fraser, John Gourlay, Alexander Hall, Albert Johnston, Robert Lane, Ernest Linton, Gordon McDonald, Frederick Steep, Tom Taylor, William Twaits, Otto Christman och Albert Henderson - Fotboll
- Étienne Desmarteau - Friidrott, kast med 56 pundsvikt
- George Lyon - Golf, individuellt
- Eli Blanchard, William Brennaugh, George Bretz, William Burns, George Cattanach, George Cloutier, Sandy Cowan, Jack Flett, Benjamin Jamieson, Stuart Laidlaw, Hilliard Lyle och Lawrence Pentland - Lacrosse

### Silver
- Arthur Bailey, William Rice, George Reiffenstein, Phil Boyd, George Strange, William Wadsworth, Donald MacKenzie, Joseph Wright och Thomas Loudon - Rodd, åtta med styrman

### Brons
- Black Hawk, Black Eagle, Almighty Voice, Flat Iron, Spotted Tail, Half Moon, Lightfoot, Snake Eater, Red Jacket, Night Hawk, Man Afraid Soap, Rain in Face - Lacrosse